# Actinodaphne campanulata
Actinodaphne campanulata är en lagerväxtart som beskrevs av Joseph Dalton Hooker. Actinodaphne campanulata ingår i släktet Actinodaphne och familjen lagerväxter. Inga underarter finns listade i Catalogue of Life.